# 28 a. C.
El año 28 a. C. fue un año común comenzado en sábado, domingo o lunes, o un año bisiesto comenzado en sábado o domingo (las fuentes difieren) del calendario juliano. También fue un año común comenzado en sábado del calendario juliano proléptico. En aquella época, era conocido como el Año del Primer Consulado de Octavio y Agripa (o menos frecuentemente, año 726 Ab urbe condita).

## Acontecimientos
- 10 de mayo: en la Antigua China, durante el reinado del emperador Cheng de Han, astrónomos registran una mancha solar. Se trata de una de las primeras observaciones de manchas solares en la historia humana.[1]
- 9 de octubre: consagración del templo de Apolo Palatino en Roma, inspirado en el modelo alejandrino. Institución de la biblioteca del Templo de Apolo Palatino.
- Cayo Julio César Octaviano se convierte en cónsul romano por sexta vez. Su compañero Marco Vipsanio Agripa se convierte en cónsul por segunda vez.
- Octaviano inició un censo de la República Romana por primera vez desde el 69 a. C..
- El Senado concede a César Octaviano el imperium maius (Comandante en jefe) de las fuerzas armadas romanas (60 legiones).
- El Senado introduce un sistema estatal "republicano" renovado, los patricios son oprimidos.
- Octaviano abolió solemnemente los actos del triunvirato.
- Se establece un asentamiento militar (Castra Taurinorum) en Turín. Octaviano tiene la Porta Palatina construida, una puerta con dos torres que conecta la ciudad amurallada.
- Fundación de la colonia de Nemausus (Nimes) en la Galia.
- Triunfo de Cayo Calvisio Sabino.[2]
- Dardania es conquistada por Roma y se agrega a la provincia de Mesia.
- Agripa se casa con su segunda esposa, Claudia Marcela, hija de Octavia.
- Pacificación de Aquitania.
- Obodas III sucede a su padre Malichus I como rey de los nabateos. Concluye un acuerdo comercial con Roma y protege las caravanas de camellos de Petra en la Ruta de la Seda.
- El último soberano de la dinastía Kanva muere derrotado por otro gobernante indio.
- Se dice que el cometa Emilio chocó contra lo que actualmente es Pakistán.

## Fallecimientos
- Mariamma, esposa ejecutada del rey Herodes el Grande (o 29 a. C.) (n. 48 a. C.)